# Haus der Musik (Stuttgart)

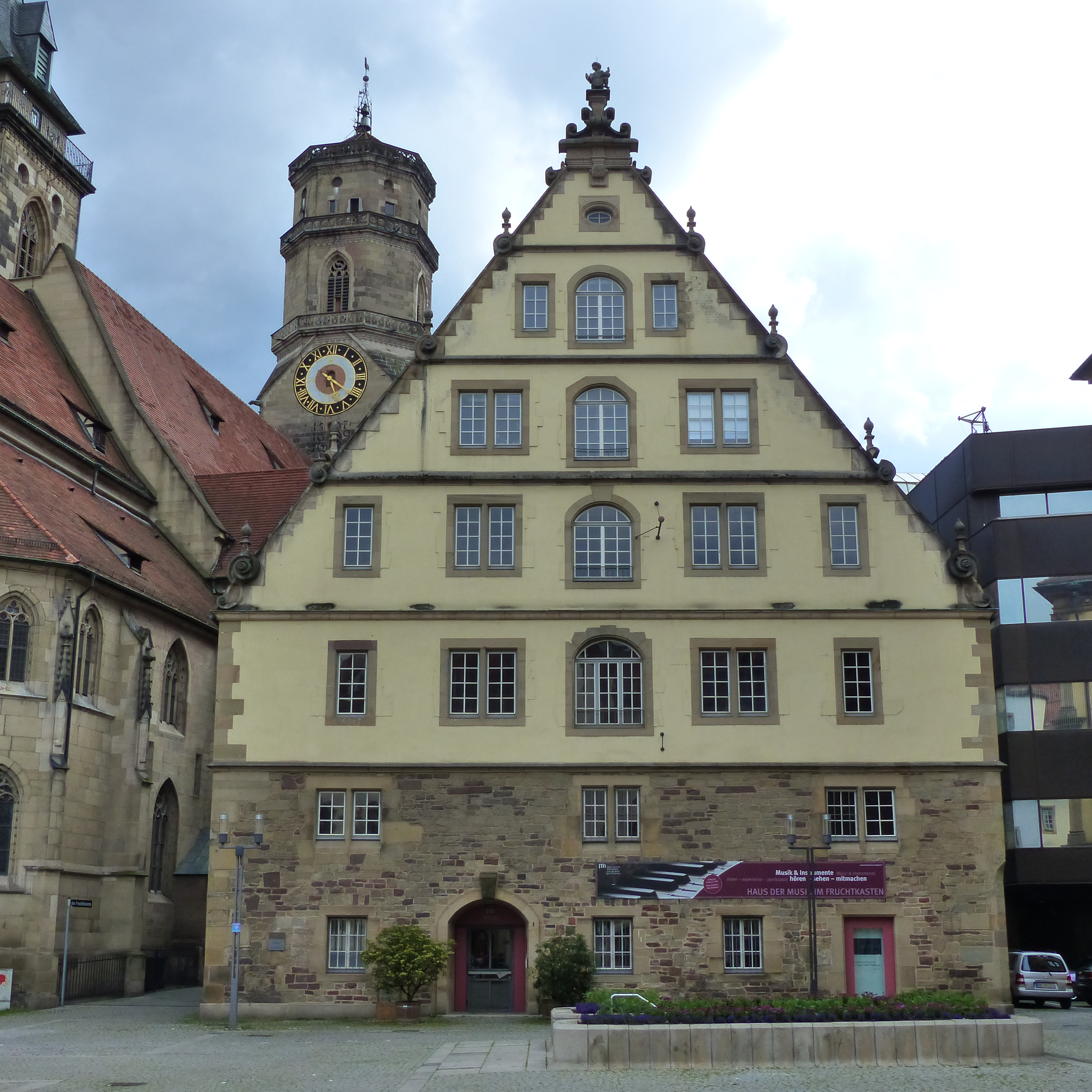
Im historischen Fruchtkasten am Stuttgarter Schillerplatz ist das Haus der Musik seit 1993 untergebracht

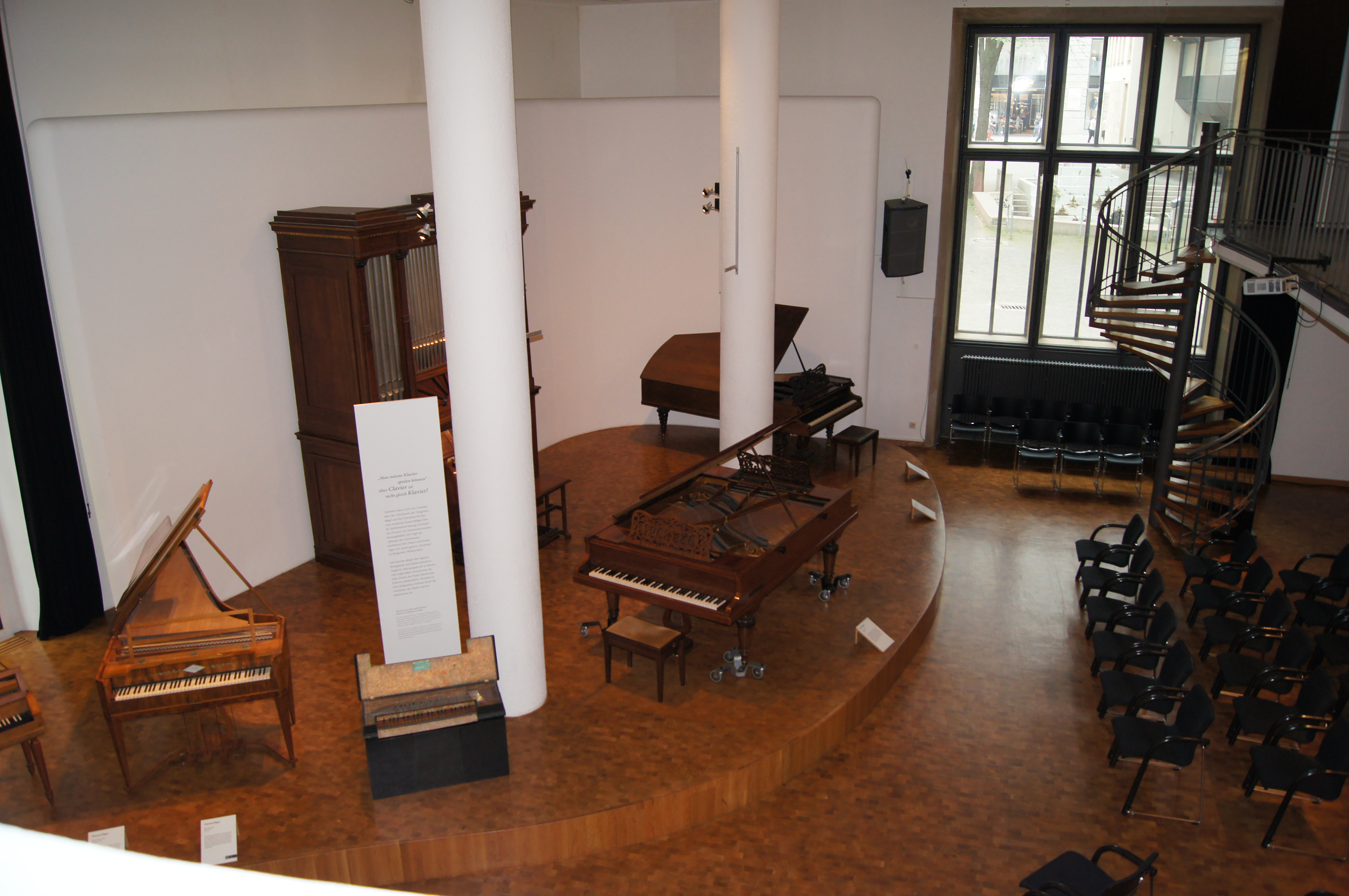
Veranstaltungsraum für Konzerte, mit Salonorgel und Doppelflügel

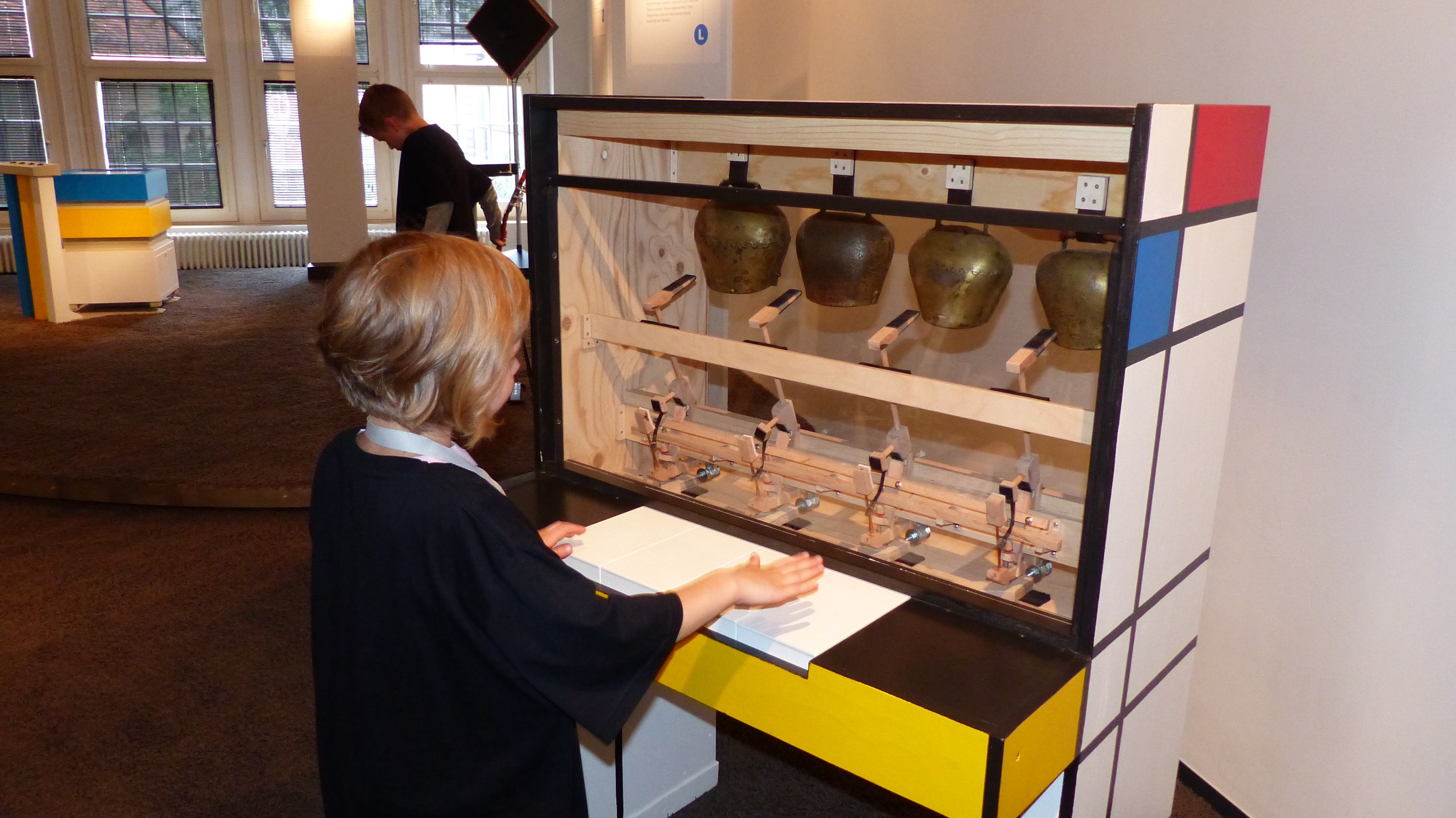
Kuhglockenklavier

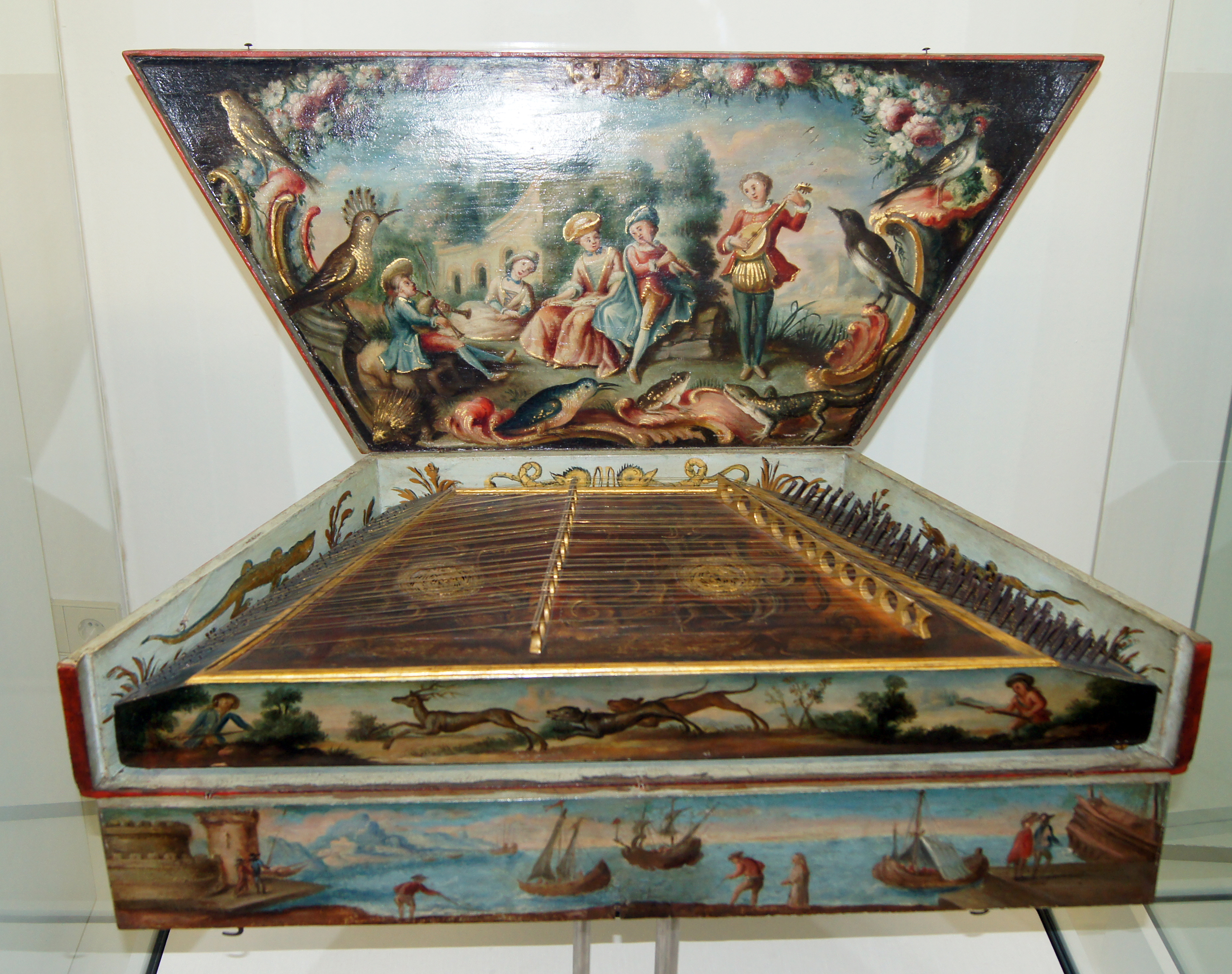
Hackbrett, etwa 1765

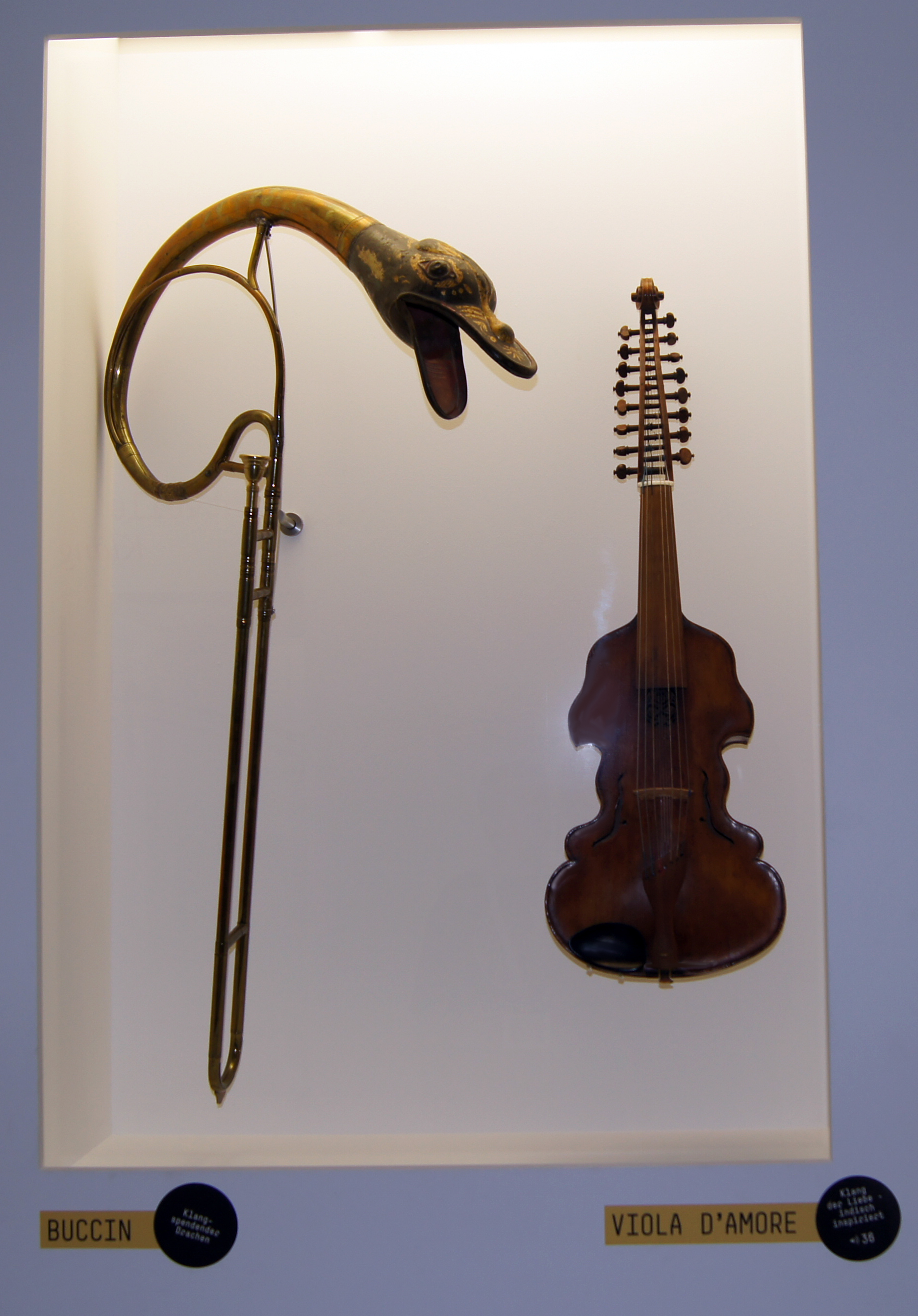
Links ein Buccin, wie ihn Hector Berlioz für seine Messe solennelle forderte, rechts eine Viola d’amore

Das Landesmuseum Württemberg zeigt neben anderen Schausammlungen auch eine Musikinstrumentensammlung im Haus der Musik im Fruchtkasten am Schillerplatz in Stuttgart. Der Schwerpunkt der Sammlung lag zunächst auf den Tasteninstrumenten. Aber verstärkt ab den 1970er Jahren fanden auch andere Orchesterinstrumente seit dem 19. Jahrhundert Eingang in die Sammlung. Zum besseren Verständnis der Instrumente werden kleine Konzerte und Aktivitäten für Kinder veranstaltet.

## Geschichte
1901 schenkte der Stuttgarter Klavierfabrikant Carl Anton Pfeiffer (1861 bis 1927) dem damaligen Stuttgarter Landesgewerbemuseum seine Sammlung an Hammerklavieren und Pianos, die vor allem auszubildenden Klavierbauern Geschichte und Mechanik des Hammerklaviers anschaulich vermitteln sollte. Neben Originalinstrumenten bestand die Sammlung auch aus 300 Funktionsmodellen. Später wurde die Sammlung durch Schenkungen des Bayreuther Klavierherstellers Steingraeber und des Stuttgarter Geigenbauers Gärtner ergänzt. Ab 1930 fand keine Sammeltätigkeit mehr statt. Im Zweiten Weltkrieg wurden die Ausstellungsräume zerstört, die Sammlung selber blieb durch Auslagerung unversehrt. Nach Auflösung des Landesgewerbemuseums und der Übernahme durch das Landesmuseum Württemberg wurden ausgewählte Stücke ab 1970 im Alten Schloss gezeigt. 1985 wurde die Sammlung dem Fruchtkasten am Stuttgarter Schillerplatz zugeteilt, der 1993 bezogen wurde. Bis 1990 erwarb die Sammlung günstig eine größere Zahl an Blech- und Holzblasinstrumenten. Im Erdgeschoss des Gebäudes befindet sich ein Konzertsaal, in dem das Landesmuseum Württemberg regelmäßig Veranstaltungen zum Thema „Klangwelten“ oder „Historische Entwicklung“ der Instrumente veranstaltet. In den oberen Stockwerken sind speziellere Stücke ausgestellt und für Kinder Möglichkeiten zum Ausprobieren vorhanden.

## Bestand (Auswahl)
Die Sammlung umfasst in der Mehrzahl Tasteninstrumente darunter ein original erhaltenes zweimanualiges Cembalo aus Ostfrankreich um 1680. Von 1780 stammt ein Hammerflügel des Augsburger Klavierbauers Johann Andreas Stein, der durch seine spezielle Besaitung ohne Pedal ein lautes und leises Spiel ermöglichte. Dieses Instrument mit seinem fünf Oktaven umfassenden Tonumfang stellt einen Vorläufer des modernen Pianofortes dar. Wolfgang Amadeus Mozart lernte 1778 in Augsburg die Stein’schen Hammerklaviere kennen und zeigte sich begeistert. Er schuf zahlreiche Kompositionen für dieses Instrument. Ein weiteres Instrument der Sammlung ist ein Hackbrett aus Frankreich, etwa 1765, somit ist in der Sammlung auch ein Instrument der armen Leute, Bettler und Vaganten vertreten. Auch Streichinstrumente sind im Haus der Musik vorhanden. Eine Viola d’amore von 1783, gemacht von Johann St. Thumhardt aus Straubing. Das Instrument kam aber bereits bald aus der Mode. Johann Sebastian Bach nutzte den Klang des Instruments in der Johannespassion (BWV 245), um Passagen, in denen von Gottes Zärtlichkeit, Liebe und Sehnsucht die Rede ist, musikalisch zu unterstreichen. Zu den Blechblasinstrumenten gehört das sogenannte Inventionshorn. Das in der Stuttgarter Sammlung vorhandene Instrument stammt von dem Stuttgarter Instrumentenmacher Carl Binder, etwa um 1850. Die Stimmung dieses Horns besteht aus der relativ eingeschränkten Naturtonreihe. Um den Tonumfang zu erweitern, verfügt dieses Horn über einsteckbare Rohrbögen für die Windungen. Zwar ging das Umstecken während eines Konzertes recht schnell vonstatten, aber spätestens nach Mozarts Oper Don Giovanni, in der der Komponist 36 verschiedene Stimmungen für das Horn verlangte, etwa alle fünf Minuten mussten die Hornisten die Rohrbögen umstecken, war die Zeit reif für die praktischeren Ventilhörner, die es bereits ab etwa 1815 gab. Das Haus der Musik stellt neben den üblichen Instrumenten der klassischen Musik auch ungewöhnliche aus. Darunter sind Raritäten wie Stockposaune, Regenwassertrompete und Reiseharmonium.
Aus der Sammlung des Komponisten für Neue Musik in der zweiten Hälfte des 20. Jahrhunderts, Mauricio Kagel, stammen aus Alltagsgegenständen gebaute Instrumente und Requisiten zu seinen avantgardistischen Instrumentalen Theater. Im Haus der Musik werden sogenannte Klingelschuhe, bei denen es sich um schwarze Halbschuhe handelt, die mit elektrischen Klingeln versehen sind, ausgestellt. Daneben gibt es eine alte Konservendose als Resonanzkörper, auf der eine Schraubenfeder montiert ist und ein Tischtennisschläger aus Plexiglas mit Schläger. Diese Requisiten wurden 1971 in Kagels umstrittenen Stück Staatstheater verwendet, das in der Hamburgischen Staatsoper aufgeführt wurde. Aufgrund von Drohungen war das nur unter Polizeischutz möglich. Ein weiteres Instrument nach Kagel ist die Schlauchtrompete, die aus einem grünen Gartenschlauch und einem Trichter besteht. Gespielt wurde dieses Instrument 1968 von dem Trompeter Edward H. Tarr anlässlich der Uraufführung des Werkes Der Schall, für fünf Spieler von Kagel.